# The Jayne Mansfield Story
A The Jayne Mansfield Story egy 1980-ban készült, Jayne Mansfield színésznő élettörténetén alapuló amerikai filmdráma.
Apja korai halála után Jayne csak a színpadon tudta jól érezni magát, mindig is sztár akart lenni.
Gyakran hasonlították össze Marilyn Monroe-val bár sosem ért el akkora sikereket.
34 évesen autóbalesetben vesztette életét.

## Szereplők
- Loni Anderson – Jayne Mansfield
- Arnold Schwarzenegger – Mickey Hargitay
- Ray Buktenica – Bob Garrett
- Kathleen Lloyd – Carol Sue Peters
- G.D. Spradlin – Gerald Conway